# Sphaerothecium phascoideum
Sphaerothecium phascoideum là một loài Rêu trong họ Dicranaceae. Loài này được (Hampe) Hampe miêu tả khoa học đầu tiên năm 1869.